# کارلا اوربک
کارلا اوربک (انگلیسی: Carla Overbeck؛ زادهٔ ۹ مهٔ ۱۹۶۸) بازیکن فوتبال اهل ایالات متحده آمریکا است.
وی همچنین در تیم ملی فوتبال زنان ایالات متحده آمریکا بازی کرده‌است.
وی در مسابقات کشوری و بین‌المللی در مجموع برندهٔ ۳ مدال طلا، ۱ مدال نقره، ۱ مدال برنز شده‌است.